# انتونیو هیرورو
انتونیو هیرورو (انگلیسی: Antonio Hierro؛ زادهٔ ۵ ژوئیهٔ ۱۹۵۹) بازیکن فوتبال اهل اسپانیا است.
از باشگاه‌هایی که در آن بازی کرده‌است می‌توان به باشگاه فوتبال هرکولس اشاره کرد.